# Distrikt (Kina)
 Denne artikel bør gennemlæses af en person med fagkendskab for at sikre den faglige korrekthed.

 Der er for få eller ingen kildehenvisninger i denne artikel, hvilket er et problem. Du kan hjælpe ved at angive troværdige kilder til de påstande, som fremføres i artiklen.

Distrikter 市辖区 (Shìxiáqū) er i kinesisk kontekst en administrativ territorial enhed på amtsniveau. I 2008 fandtes der 856 distrikter i Folkerepublikken. Det drejer sig om de særlig bymæssige områder, og dermed ligger det i kortene at antallet af distrikter vil øge efterhånden som byamter og nogle gange  amter på grund af urbaniseringen ændres til distrikter. 
På nær  i de fire byprovinser i Folkerepublikken (Beijing, Tianjin, Shanghai, Chongqing) er distrikterne en tertiær administrativ inddeling. I byprovinserne mangler det sekundære administrative niveau (præfekturene). 
Distrikterne fremstår ofte som selvstændige byer (og ofte var de tidligere "uafhængige" byamter), og som i andre lande omfatter de ofte det landlige opland til den egentlige bymæssige bebyggelse.